# 切吉岩画
切吉岩画，位于中国青海省共和切吉乡东科村，为第五批青海省文物保护单位，公布日期为1988年9月15日，类型为石窟寺及石刻。
切吉岩画的历史年代为唐。